# لينا زهر الدين
لينا محمد زهر الدين (12 يوليو 1975 -) هي مذيعة لبنانية عملت في تلفزيون أبو ظبي لثلاث سنوات وقبله في قناة إن بي إن كمراسلة ومحررة، وكانت تعمل بقناة الجزيرة منذ عام 2002 وكمذيعة أخبار حتى استقالتها في شهر مايو 2010. انتقلت إلى قناة الميادين سنة 2011، واستقالت منها في 24 نوفمبر 2019.

## مسيرتها

### نشأتها
ولدت لينا محمد زهر الدين في 12 يوليو 1975 في بلدة ميس الجبل في قضاء مرجعيون في جنوب لبنان ودرست في كلية الإعلام والتوثيق في الجامعة اللبنانية. عملت في الراديو لمدة سنتين كمذيعة للنشرات الإخبارية، لها مقالات سياسية ونفحات شعرية ذات العلاقة بأدب المقاومة.[بحاجة لمصدر] كذلك هي ناشطة في العديد من المجالات الاجتماعية. دمر بيتها خلال حرب لبنان سنة 2006.

### الفضائيات
بعد الجامعة، انتقلت إلى سوق العمل وبداياتها في قناة إن بي إن، ثم انتقالها إلى قناة أبو ظبي لتصل بعدها إلى قناة الجزيرة، التي انتقلت إليها عام 2002.
قدّمت الكثير من الحفلات والنشاطات الخاصة بالجالية اللبنانية في قطر، كما لها العديد من المقالات السياسية والنفحات الشعرية ذات العلاقة بأدب المقاومة.

### استقالتها من الجزيرة
قدمت استقالتها لقناة الجزيرة جنبا إلى عدد من المذيعات سنة 2010، بسبب رفضهم لتصرفات مدير المحطة وضاح خنفر، ونائب رئيس التحرير وقتها أيمن جاب الله، ورئيسة قسم الماكياج والأزياء لويز أبو سنّة. والمذيعات اللواتي استقلن إلى جانب لينا هن: جمانة نمور وجلنار موسى والتونسية نوفر عفلي والسورية لونا الشبل.

### إصدار كتاب
ألفت كتاب عن سيرتها وتجربتها الإعلامية، أصدرته في 12 يوليو 2011، وهو تاريخ حرب تموز وعيد ميلادها، وعنوانه الجزيرة ليست نهاية المشوار 
حيث قالت أنها شعرت بحنين معيّن إلى الشاشة خلال الربيع العربي وتمنت لو أنها على الهواء على «الجزيرة» إلا أنها تعود لتؤكد أنّ التغطية اللاحقة لباقي الثورات جعلتها تتنفّس الصعداء لأنها تركت القناة.

## الحياة الشخصية
لها ولدان هما جويل وحمد-دانيال.